# Инцидент са дроном на Стадиону Партизана
Инцидент са дроном на Стадиону Партизана десио се 14. октобра 2014. године, на квалификационој утакмици за Европско првенство у фудбалу 2016. између репрезентација Србије и Албаније. Инцидент је почео када се у 41. минуту меча, изнад стадиона појавио дрон (летелица на даљинско управљање) за који је била закачена застава са мапом такозване велике Албаније. Дрон са заставом је надлетао терен неколико минута, што је изазвало велико негодовање, звиждуке и скандирање српских навијача. Судија је прекинуо меч због улетања дрона. Српски фудбалер Стефан Митровић ухватио је након неколико минута заставу и скинуо дрон, али на њега су насрнула двојица албанских играча у покушају да му је отму. Тада је дошло до опште гужве на терену, утрчало је и неколико навијача, па је судија Мартин Еткинсон из Енглеске позвао играче у свлачионицу и прекинуо меч. Фудбалери Албаније су приликом напуштања терена гађани бакљама и упаљачима, а полиција је ушла на јужну трибину и раздвојила две групе навијача. Навијач који је улетео на атлетску стазу ударио је једног албанског играча када је напуштао терен. Прекид је трајао више од 50 минута, а у међувремену вођене су консултације између представника два национална савеза и делегата Уефе о томе да ли меч може бити настављен. Коначна одлука је била да меч не буде настављен, а да о судбини утакмице расправља дисциплинска комисија Уефе.
Овај инцидент изазвао је велике реакције спортске и политичке јавности на Балкану и у целој Европи и још више заоштрио ионако напете односе између Срба и Албанаца.
Под сумњом да је изазвао и организовао овај инцидент, исте вечери након прекинутог меча ухапшен је Олси Рама, брат албанског премијера Едија Раме. Са њим су ухапшена још тројица Албанаца. Међутим, они су убрзо пуштени на слободу, а медији су пренели да је Олси Рама пуштен зато што је амерички држављанин.

## Последице
Дисциплинска комисија Уефе одлучила је 24. октобра 2014. да после прекида квалификационе утакмице за пласман на Европско првенство у фудбалу 2016. између Србије и Албаније казни српску репрезентацију одузимањем три бода, али је меч регистрован службеним резултатом 3:0 у корист српске репрезентације. Поред ове дисциплинске мере, фудбаска репрезентација Србије кажњена је са одигравањем два наредна квалификациона меча без присуства публике. Поред овога, Фудбалски савези Србије и Албаније кажњени су новчаном казном од 100.000 евра. Међутим ову одлуку је 10. јула 2015. оспорио Суд за спортску арбитражу у Лозани, који је наложио да се утакмица региструје са 3ː0 у корист албанске репрезентације, али да се и поред тога српској репрезентацији одузму три бода. Остале казнене мере које је изрекла УЕФА, остале су исте.